# Derceto Corona
Derceto Corona est une corona, formation géologique en forme de couronne, située sur la planète Vénus par -46,8° S et 20,2° E. Elle est localisée dans le quadrangle de Kaiwan Fluctus. Elle a été nommée en référence à Derceto, déesse Philistine de la fertilité. 

## Géographie et géologie
Derceto Corona couvre une surface circulaire d'environ 200 km de diamètre. 